# جان دوفريسن
جان دوفريسن (بالألمانية: Jean Dufresne)‏ هو صحفي وكاتب ألماني، ولد في 14 فبراير 1829 في برلين في ألمانيا، وتوفي بنفس المكان في 13 أبريل 1893 بسبب نزف مخي.

## وصلات خارجية
- جان دوفريسن على موقع مباريات الشطرنج (الإنجليزية)
- جان دوفريسن على موقع 365Chess.com (الإنجليزية)
- جان دوفريسن على موقع Chesstempo.com (الإنجليزية)